# Zardoz
Zardoz ist ein irisch-US-amerikanischer Science-Fiction-Fantasy-Film mit postapokalyptischem Hintergrund aus dem Jahr 1974. Regie führte John Boorman, die Hauptrollen wurden mit Sean Connery und Charlotte Rampling besetzt.

## Handlung

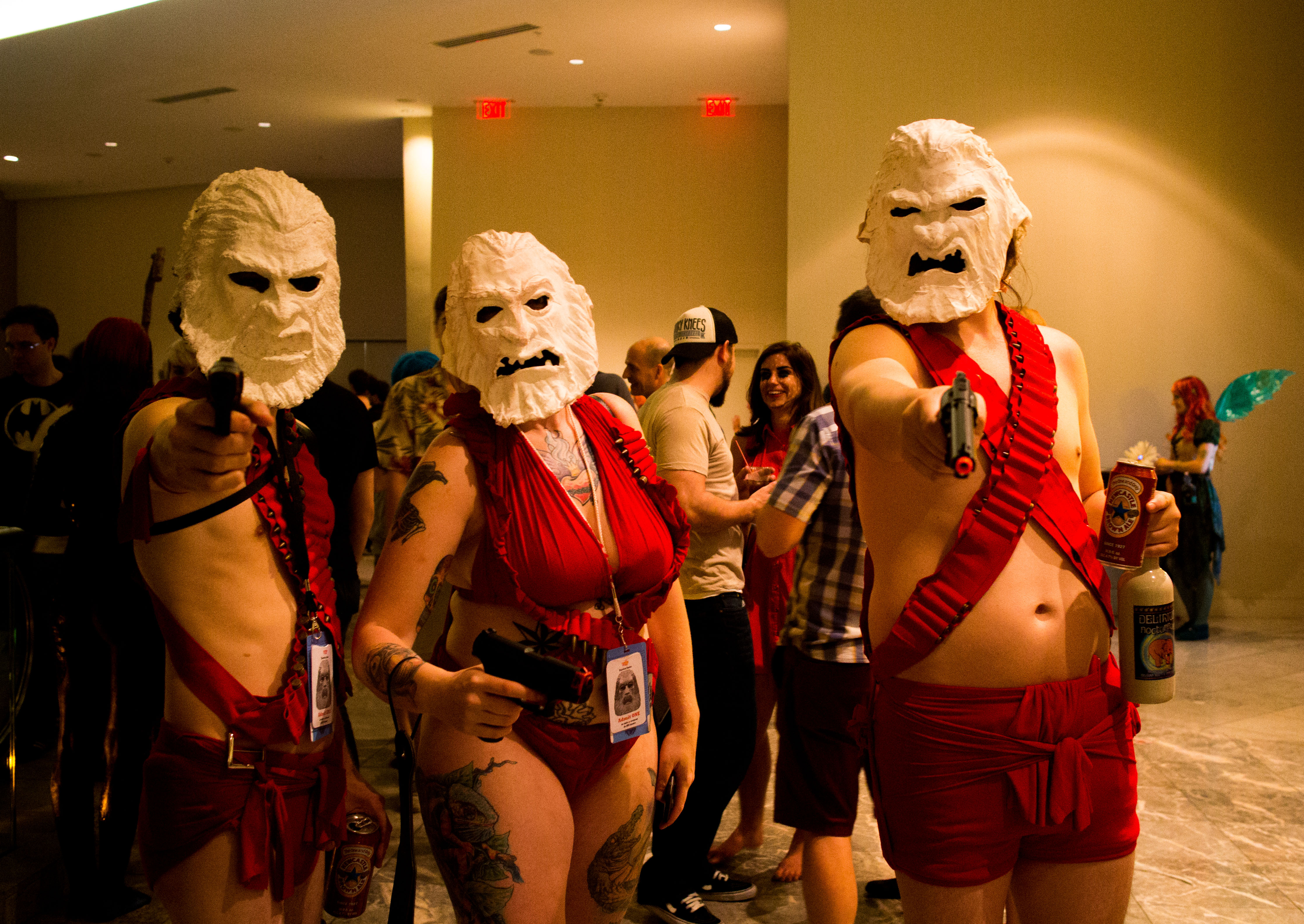
Nach Figuren aus Zardoz Verkleidete

Zardoz spielt irgendwo auf der Erde in einer dystopischen und postapokalyptischen Zukunft im Jahr 2293. Die verbliebene Erdbevölkerung hat sich gespalten in die „Brutalen“ und die „Ewigen“ (im Original „Brutals“ und „Eternals“). Die Brutalen leben in einer steppenhaften, öden und verwüsteten Landschaft, in welcher sie ein von Krankheiten und Hunger gezeichnetes Dasein fristen. Sie werden von einem fliegenden Steinkopf namens Zardoz beherrscht. Im Namen dieser künstlich geschaffenen Gottheit jagen die „Kämpfer Zardoz’“ (im Original „Exterminators“), die neben furchterregenden Zardoz-Masken nur Stiefel, Patronengurte und kurze Lendenschurze tragen, die Brutalen und zwingen diese, Landwirtschaft zu betreiben. Zardoz versorgt seine Kämpfer mit Waffen und nimmt das geerntete Getreide entgegen.
Die unsterblichen Ewigen hingegen leben in einem paradiesisch anmutenden Idyll bzw. einem von der Außenwelt abgeschirmten Utopia namens „Vortex“, gleichsam unter einer Glashaube, denn der Vortex wird durch eine unsichtbare Barriere vor den Brutalen geschützt. Dort führen die Ewigen ein unendliches und luxuriöses Leben, welches durch eine künstliche Intelligenz namens „Tabernakel“ geschützt und geregelt wird. Da das Tabernakel sie im Falle des Todes rekonstruiert, sind sie unsterblich. Jedoch fehlen ihnen Herausforderungen, Ziele und Perspektiven sowie Schlaf und Fruchtbarkeit, weshalb auch sie degeneriert sind und letztlich ein bedauernswertes Dasein, häufig in einem Zustand der Katatonie, fristen.
Eines Tages versteckt sich Zed, ein Kämpfer Zardoz’, im Steinkopf und tötet dort im Kampf den Ewigen Arthur Frayn, der den fliegenden Steinkopf steuert. Auf diese Weise gelangt Zed in den Vortex, wo er auf Consuella (Chef-Ideologin von Vortex) und die Genetikerin May trifft, die ihn als „das Brutale“ betiteln und gleich einem Tier etlichen Versuchen unterziehen, wobei festgestellt wird, dass er den Bewohnern von Vortex körperlich und geistig überlegen ist. Später übergeben sie Zed an einen Provokateur und Unruhestifter namens Friend („Freund“), der in Zed einen spannenden Zeitvertreib sieht und die Möglichkeit einer amüsanten Ablenkung im sonst so langweiligen Vortex.
Zed arrangiert sich nur widerwillig mit seinem Leben als Sklave und Versuchsobjekt der beiden Frauen, doch gelingt es ihm auf diese Weise, die Lügen und das Herrschaftsprinzip aufzudecken, die sich hinter dem steinernen Kopf Zardoz verbergen. Bei seinen weiteren Recherchen in der aus impotent gewordenen Männern und die Macht innehabenden lesbischen Frauen bestehenden Gesellschaft wird ihm bewusst, dass sein Leben und seine Zukunft von Arthur Frayn bereits vorhergeplant wurden, indem er ihn in eine verfallene Bibliothek lockte, wo er das Lesen lieben und das Buch Der Zauberer von Oz kennenlernte (von dessen englischem Titel „The Wizard of Oz“ sich auch der Name Zardoz ableitet).
Zed sollte Frayn nicht nur töten, sondern ist auch dazu bestimmt, den Vortex zu zerstören und die Ewigen somit von der Unsterblichkeit zu erlösen.
Zed findet schließlich einen Fehler im Tabernakel, einem Kristall, der in eine Handfläche passt. Dieser Fehler ermöglicht ihm die Zerstörung des ganzen Systems, und er sieht sich vor der Frage: „Würdest du Gott töten?“ Dadurch erlischt dann der unsichtbare Schutz des Vortex zur Welt der Brutalen, woraufhin diese in das abgeschottete Gemeinwesen einfallen und es zur Revolution und einem Massaker kommt. Nur wenige der Ewigen, die als Renegaten mit der Unsterblichkeit nicht zurechtkommen und sich ohnehin nach dem Tod sehnen, können fliehen und haben so die Chance, ein neues Leben zu beginnen. Zed und Consuella richten sich in dem abgestürzten Zardoz-Steinkopf ein, gründen eine Familie und sterben schließlich am Ende des Films auf natürliche Weise.

## Produktion
Die Dreharbeiten des 1973 entstandenen Films erfolgten im County Wicklow in Irland. Die Spezialeffekte lieferte Gerry Johnston.

## Trivia
- Die Schlusssequenz wird untermalt vom 2. Satz von Beethovens 7. Sinfonie, der auch ein Thema im gesamten Film bildet.[2]

- Der von Zed (Connery) verwendete Revolver ist ein eigentlich selbstspannender Webley-Fosbery-Revolver. Trotzdem spannt Zed nach manchen Schüssen erneut den Hahn.

- Regisseur John Boorman erzählte in einer Dokumentation über Sean Connery, dass die Dreharbeiten mit Connery und Rampling als alterndes Paar von zwei Pannen überschattet wurden. Die beiden Schauspieler mussten still vor einer feststehenden Kamera sitzen und wurden zwischen den Szenen immer wieder neu mit weiteren Masken des Alterns geschminkt. Dazu wurde deren Film-Sohn in verschiedenen Altersstufen gezeigt. Mittels Überblendungen entstand so der Eindruck eines alternden Paares durch die Zeit. Nach dem ersten Durchlauf stellte der Regisseur jedoch fest, dass der Film im Labor zerkratzt war und alles noch mal neu gedreht werden musste, was wiederum einen ganzen Tag dauerte und Connery missmutig machte. Nach diesem neuerlichen Dreh entnahm der Kameraassistent den Film – und belichtete ihn dabei versehentlich. Deswegen musste die Sequenz erneut ein drittes Mal gedreht werden. Connery war außer sich vor Wut und verfolgte den Kameraassistenten am Set. Boorman erzählte, dass dieser nach Amerika auswanderte, seinen Namen änderte und nicht mehr in Erscheinung trat.[3]

## Erstaufführungen
- USA: 6. Februar 1974
- Deutschland: 31. Oktober 1974

## Kritiken
„Anspruchsvoll-philosophischer Weltraumreißer, der auf religiöse und mythische Motive zurückgreift – stellenweise unfreiwillig komisch.“

„Der Film wird auf eine Art erzählt, die sich am besten als Gratwanderung zwischen Kitsch und Genialität bezeichnen lässt. Oft setzt er an, Elemente der Gesellschaften in solcher Überzeichnung darzustellen, dass man beinahe lächeln möchte. Doch dann zeigt sich – auf Grund der oben erwähnten Lückenhaftigkeit –, dass es einfach nur das fehlende Verständnis der Gesamtzusammenhänge ist, das so etwas wie ‚kitschige Hilflosigkeit‘ im Betrachter entstehen lässt.“

„John Boormans einmaliger Ausflug in die Science-Fiction ist jenseits von allem. Für das Genre wirkt die Handlung ungewöhnlich abgehoben und sexualisiert, die Ausstattung geradezu wahnwitzig. Und doch ist Zardoz genau aus diesem Grund so bemerkenswert. Boorman lässt sich nicht einengen von den Regeln des guten Geschmacks oder gesunden Menschenverstandes und gibt sich vollkommen seinen maßlosen Gedankenspielen hin.“

„Gewiß, ein Science Fiction-Film ist kein philosophischer Diskurs; seine Qualität bemißt sich nicht an der Wahrscheinlichkeit einer Fabel, sondern daran, inwieweit diese Fabel die visuelle Fantasie des Regisseurs freisetzt. Aber auch in dieser Hinsicht zählt der Film Zardoz zu den plumpsten und armseligsten Exemplaren der Gattung.“